# Müsen
Müsen ist ein Stadtteil von Hilchenbach im Kreis Siegen-Wittgenstein in Nordrhein-Westfalen.

## Geografie
Müsen liegt oberhalb von Hilchenbach-Dahlbruch im nördlichen Siegerland. Der Ort liegt auf ca. 340 m im Rothenbachtal, einer nach Süden geöffneten Mulde, zwischen der Martinshardt mit 616,1 m Höhe, dem Kindelsberg mit 617,9 m Höhe, dem Ziegenberg mit 521 m Höhe und dem Breitenberg mit 529 m Höhe. Höchster Berg in der Umgebung ist der Hohe Wald mit 655 m Höhe.
Oberhalb des Rothenbachtals, am Übergang nach Littfeld, befindet sich der Altenberg mit einem mittelalterlichen Gruben-Gelände. Am Ende des Rothenbachtals mündet der Winterbach in den Rothenbach. Nachbarorte von Müsen sind Silberg und Brachthausen im Norden, Hilchenbach im äußersten Nordosten, Allenbach im Osten, Dahlbruch im Süden, Kredenbach im Südwesten, Ferndorf im Westen und Littfeld und Burgholdinghausen im Nordwesten.

## Geschichte
Urkundlich wurde Müsen 1079/89 als Muzhena erstmals in einer Schenkungsurkunde des Klosters Deutz erwähnt. Am 3. Juni 1335 wurde der in der Müsener Gemarkung liegende Hof Winterbach erstmals erwähnt. Am 13. Januar 1624 erfolgte die Aufnahme Müsens in das Kirchspiel und das Amt Hilchenbach. Drei Jahre später, am 3. Februar 1627, wurde Müsen nach Loslösung von der Mutterkirche Ferndorf selbständige Gemeinde.

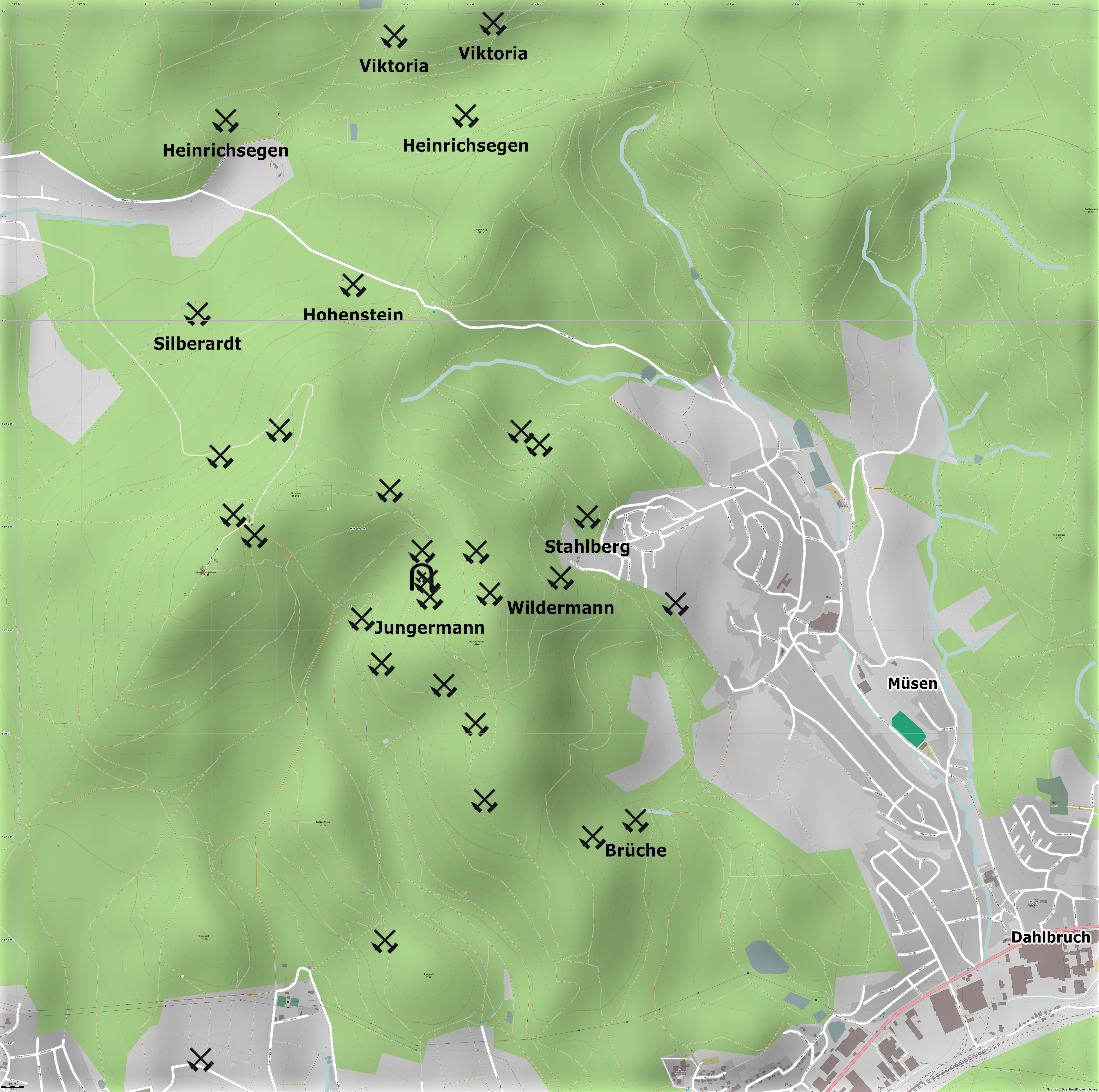
Müsener Bergwerke

Zentrale Bedeutung für Müsen hatte seit dem Hochmittelalter der Bergbau. Die Gegend um Müsen war mit dutzenden Gruben und etlichen Hütten eines der Zentren im Siegerländer Erzrevier (siehe dazu Müsener Revier). Die überregional bekannte Grube Stahlberg wurde 1311 erstmals erwähnt und war bis 1931 in Betrieb. Heute befindet sich in Müsen das Stahlbergmuseum im ehemaligen Zechenhaus nebst Besucherbergwerk, in dem die Geschichte des Bergbaus im 18./19. Jahrhundert dargestellt wird.
1893 wurde Müsen infolge eines zweitägigen Brandes schwer verwüstet. Die Ortsmitte mit Kirche, Schule, dem Gasthof Stahlberg und 50 Wohnhäusern, fast ein Drittel aller Gebäude, brannte bei einem Feuersturm am 20. und 21. Juni ab. Der abgebrannte Ortsteil wurde bis 1901 wieder aufgebaut – weniger dicht bebaut und mit veränderter Straßenführung. Bis zur kommunalen Neugliederung am 1. Januar 1969 gehörte der Ort dem Amt Keppel an.
| Staat/Staatenbund                  | Fürstentum/Provinz/Bundesland | Kreis               | Stadt/Amt                   | von – bis              |
| ---------------------------------- | ----------------------------- | ------------------- | --------------------------- | ---------------------- |
| Heiliges Römisches Reich           | Ftm. Nassau-Siegen            | -                   |                             | 1606/1607–1743*        |
| Heiliges Römisches Reich           | Ftm. Oranien-Nassau           | -                   |                             | 1743–1806              |
| Rheinbund                          | Großherzogtum Berg            | -                   |                             | 12.6.1806 – 6.11.1813  |
|                                    | Ftm. Oranien-Nassau           | -                   |                             | 6.11.1813 – 1815       |
| Kgr. Preußen                       | Westfalen                     | -                   | Bürgermeisterei Hilchenbach | 1815 – 31.5.1817       |
| Kgr. Preußen                       | Westfalen                     | Siegen              | Bürgermeisterei Hilchenbach | 1.6.1817 – 1843        |
| Kgr. Preußen                       | Westfalen                     | Siegen              | Amt Hilchenbach             | 1843 – 31.12.1870      |
| Deutsches Reich                    | Westfalen                     | Siegen              | Amt Hilchenbach             | 1.1.1871 – 1917        |
| Deutsches Reich                    | Westfalen                     | Siegen              | Amt Keppel                  | 1917 – 8.5.1945        |
| Deutschland (brit. Besatzungszone) | Westfalen                     | Siegen              | Amt Keppel                  | 9.5.1945 – 22.8.1946   |
| Deutschland (brit. Besatzungszone) | Nordrhein-Westfalen           | Siegen              | Amt Keppel                  | 23.8.1946 – 23.5.1949  |
| Bundesrepublik Deutschland         | Nordrhein-Westfalen           | Siegen              | Amt Keppel                  | 23.5.1949 – 31.12.1968 |
| Bundesrepublik Deutschland         | Nordrhein-Westfalen           | Siegen              | Stadt Hilchenbach           | 1.1.1969 – 31.12.1974  |
| Bundesrepublik Deutschland         | Nordrhein-Westfalen           | Siegen-Wittgenstein | Stadt Hilchenbach           | seit 1.1.1975          |

| * 1734 stirbt die evangelische Linie von Nassau-Siegen aus. „Nach seinem (Fürst Friedrich Wilhelm II.) Tod entstanden sofort heftige Auseinandersetzungen um die Verwaltung und Nachfolge in Stadt und Land. Die katholischen Fürsten Emanuel Ignaz (1688—1735) und Franz Hugo Gereon (1678—1735) von Nassau-Siegen übernahmen kurzzeitig das Erbe des vakanten evangelischen Landesteils. Nach deren Tod ließen die reformierten Fürsten von Nassau-Dillenburg und Nassau-Diez das Siegener Territorium militärisch besetzen und eine Deputationsregierung einsetzen. Diese musste bereits 1737 einer kaiserlichen Kommission weichen, bis die Erbfolge endgültig geklärt wäre. Kaiser Karl VI. übertrug die Regierung über das verwaiste Fürstentum Nassau-Siegen schließlich dem Prinzen von Oranien und Fürsten von Nassau-Diez, Wilhelm IV. (1711—1751).“ Letzterer vereinigt dies mit Nassau-Dietz und Nassau-Dillenburg zum Fürstentum Oranien-Nassau. |

## Wirtschaft
1943 wurde in Müsen eine Produktionsstätte der Lüdenscheider Sieper-Werke eröffnet. Hier wurden vor allem Badezimmer-Spiegelschränke und Regale aus Kunststoff hergestellt. Die Firma Sieper war jahrzehntelang größter Arbeitgeber im Ort. 2007 wurden die Müsener Sieper-Werke in die SieBad GmbH umgewandelt. 2009 meldete das Unternehmen Insolvenz an. Das Werk wurde geschlossen, die verbliebenen 63 Mitarbeiter wurden entlassen. Auf dem Gelände der ehemaligen Rothenbacher Hütte entstand ab 1953 das Sägewerk Franz, die heutige Firma Franz Holzindustrie.

## Kultur und Freizeit
In Müsen liegt das größte Naturfreibad Südwestfalens. Es hat eine Wasserfläche von 8000 m² und eine Liegefläche von 12.000 m². Einmal im Jahr ziehen hier die Teilnehmer des Kindelsberg-Triathlons ihre Bahnen. Oberhalb von Müsen, am Fuße der Martinshardt, befindet sich ein Feriendorf. Es wurde Ende der 1970er Jahre auf dem Gelände der früheren Grube Stahlberg errichtet. Es besteht aus Bungalows und Nurdachhäusern. Zwischen Winterbachtal und Breitenberg liegt der Rastplatz Wigrow an einer Lichtung, umgeben von Fichten, Ahorn und Jahrhunderte alten Eichen. Der Rastplatz ist mit Sitzbänken, Schutz- und Grillhütte ausgestattet, an seinem unteren Rand entspringt der Winterbach.

## Einwohnerzahlen

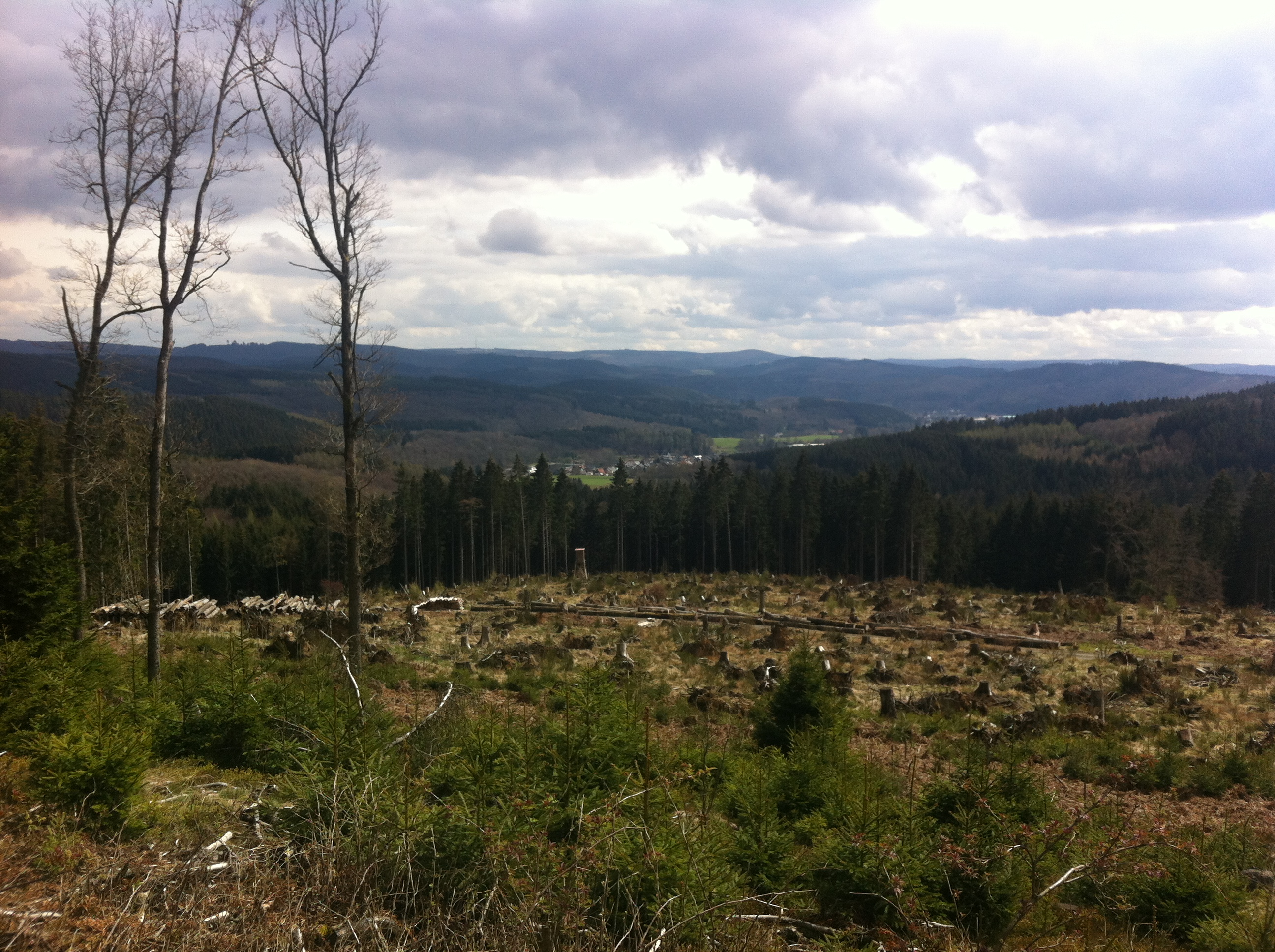
Müsen und das Rothenbachtal vom Ziegenberg aus gesehen

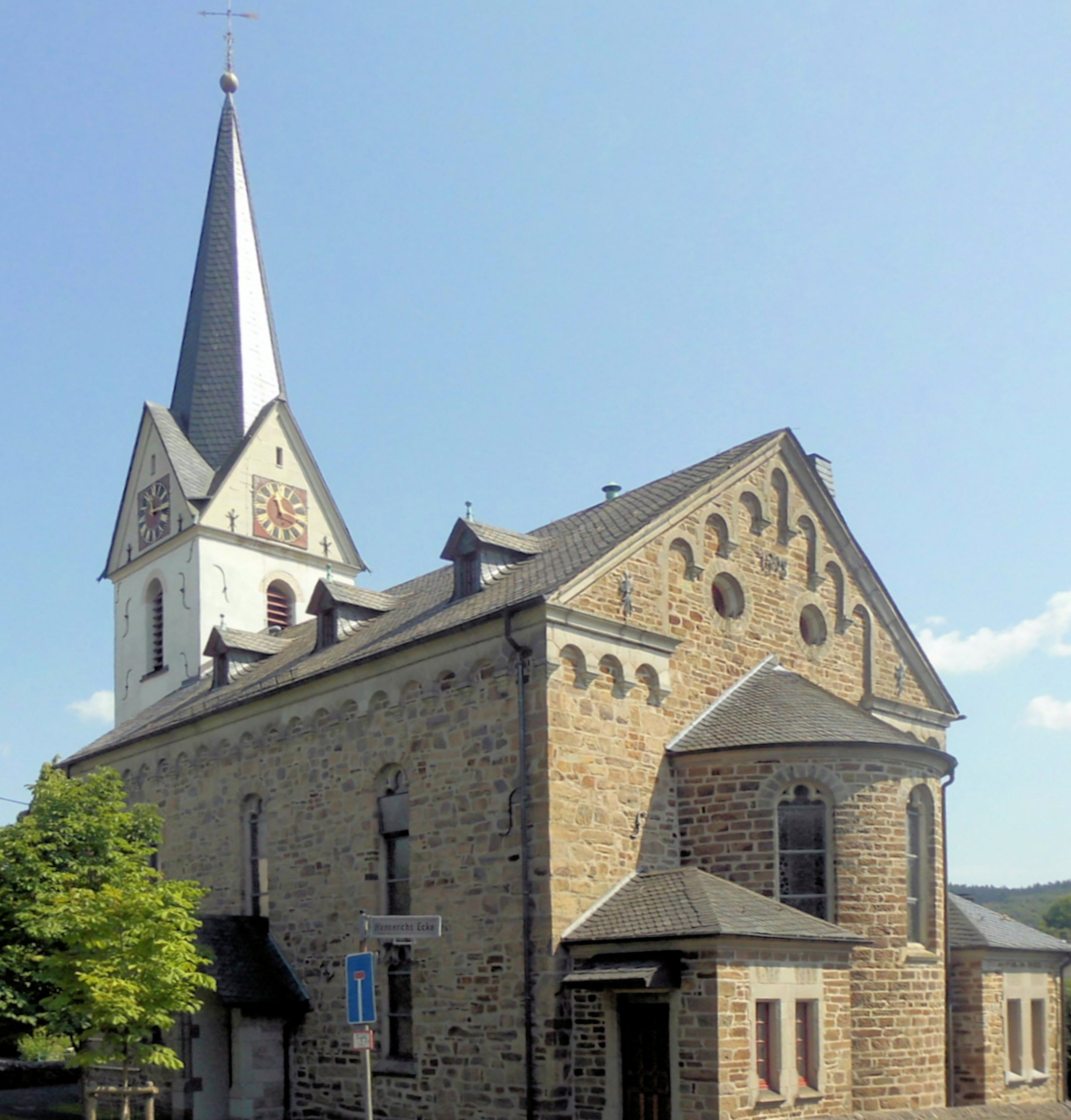
Evangelische Kirche Müsen

Einwohnerentwicklung des Ortes:
| Jahr | Einwohner |
| ---- | --------- |
| 1627 | ~500      |
| 1818 | 641       |
| 1840 | 758       |
| 1843 | 761       |
| 1846 | 805       |
| 1864 | 1294      |
| 1880 | 1433      |
| 1885 | 1502      |
| 1887 | 1542      |
| 1895 | 1290      |
| 1905 | 1515      |

| Jahr | Einwohner |
| ---- | --------- |
| 1910 | 1515      |
| 1924 | 1456      |
| 1925 | 1431      |
| 1929 | 1447      |
| 1933 | 1525      |
| 1936 | 1601      |
| 1939 | 1549      |
| 1950 | 1820      |
| 1955 | 1960      |
| 1960 | 2060      |
| 1961 | 2042      |

| Jahr | Einwohner |
| ---- | --------- |
| 1965 | 2159      |
| 1967 | 2085      |
| 1970 | 2168      |
| 1975 | 2340      |
| 1977 | 2417      |
| 1979 | 2500      |
| 2001 | 2654      |
| 2002 | 2689      |
| 2003 | 2678      |
| 2004 | 2672      |
| 2005 | 2653      |

| Jahr | Einwohner |
| ---- | --------- |
| 2006 | 2620      |
| 2007 | 2575      |
| 2008 | 2554      |
| 2009 | 2538      |
| 2010 | 2498      |
| 2011 | 2520      |
| 2012 | 2516      |
| 2013 | 2455      |
| 2014 | 2463      |
| 2015 | 2487      |
| 2016 | 2440      |

| Jahr | Einwohner |
| ---- | --------- |
| 2017 | 2388      |
| 2018 | 2405      |
| 2019 | 2391      |
| 2020 | 2423      |
| 2021 | 2353      |
| 2022 | 2373      |

## Persönlichkeiten
- Johann Jakob Jung (1779–1847), Gründer des Hessen-Nassauischen Hüttenvereins
- Hermann Wurmbach (1903–1976), Zoologe
- Wilhelm Müller (1912–1995), Journalist
- Uwe von Seltmann (* 1964), Journalist und Schriftsteller
- Heinrich Robert Hans Kraus, (1902–1989) Rechnungsführer von 14 Waldjähnen, Mitbegründer der Waldgenossenschaft Müsener Jähne

## Sonstiges
Müsen liegt an der Benrather und an der Uerdinger Linie, die hier gemeinsam die Sprachgrenze zum niederdeutsch sprechenden Sauerland bilden.